# La Concordia (Uruguay)
La Concordia est une ville de l'Uruguay située dans le département de Soriano. Sa population est de 79 habitants.

## Infrastructure
Sur le Camino de Ruiz a Dolores est La Concordia reliée à la ville de Dolores.

## Population
| Année | Population |
| ----- | ---------- |
| 1963  | 17         |
| 1975  | 8          |
| 1985  | 25         |
| 1996  | 67         |
| 2004  | 79         |

Référence,: